# Стефанув (Опочинський повіт)
Стефанув (пол. Stefanów) — село в Польщі, у гміні Посвентне Опочинського повіту Лодзинського воєводства.
Населення — 109 осіб (2011).
У 1975-1998 роках село належало до Пйотрковського воєводства.

## Демографія
Демографічна структура станом на 31 березня 2011 року:
|          | Загалом | Допрацездатний вік | Працездатний вік | Постпрацездатний вік |
| -------- | ------- | ------------------ | ---------------- | -------------------- |
| Чоловіки | 55      | 11                 | 36               | 8                    |
| Жінки    | 54      | 14                 | 27               | 13                   |
| Разом    | 109     | 25                 | 63               | 21                   |